# برنیس (داستان کوتاه)
برنیس (به انگلیسی: Berenice) داستان کوتاهی از نویسنده آمریکایی ادگار آلن پو که اولین بار در سال ۱۸۳۵ منتشر شد.
شرح سرگذشت مردی معتاد به کتاب‌خوانی است که در طی آن جنایت این مرد در رابطه با دختر عمویش که همسر وی نیز می‌باشد روایت می‌گردد.